# Jenaro Gajardo Vera
Jenaro Gajardo Vera (Traiguén, provincia de Malleco, 18 de noviembre de 1919-Santo Domingo, provincia de San Antonio, 3 de mayo de 1998) fue un abogado, pintor y poeta chileno conocido por haberse proclamado, desde el 25 de septiembre de 1954 hasta su muerte, el propietario legal de la Luna.

## Biografía
Fue el sexto de diez hermanos, hijos del médico Delfín Gajardo Merino y de N Vera.[cita requerida] Aunque también ejerció como pintor y poeta, Gajardo estudió castellano en el Instituto Pedagógico y posteriormente leyes en la Universidad de Chile.
Con el fin de ejercer su profesión de abogado, a principios de 1951 se radicó en Talca; allí creó la llamada Sociedad Telescópica Interplanetaria, uno de cuyos fines era «formar un comité de recepción a los primeros visitantes extraterrestres [que llegaran a la Tierra]». Uno de los integrantes del directorio de esta Sociedad fue el reconocido obispo Manuel Larraín Errázuriz, cuya participación consiguió mitigar las burlas y críticas hacia esa agrupación.
Publicó dos ensayos, «Algunas cosas sencillas» y «Copas de fuego», y, además, fue director de la revista Grupos. Sin embargo, se hizo conocido por, supuestamente, haber sido el dueño legítimo de la Luna durante más de 43 años.

## Inscripción de la Luna

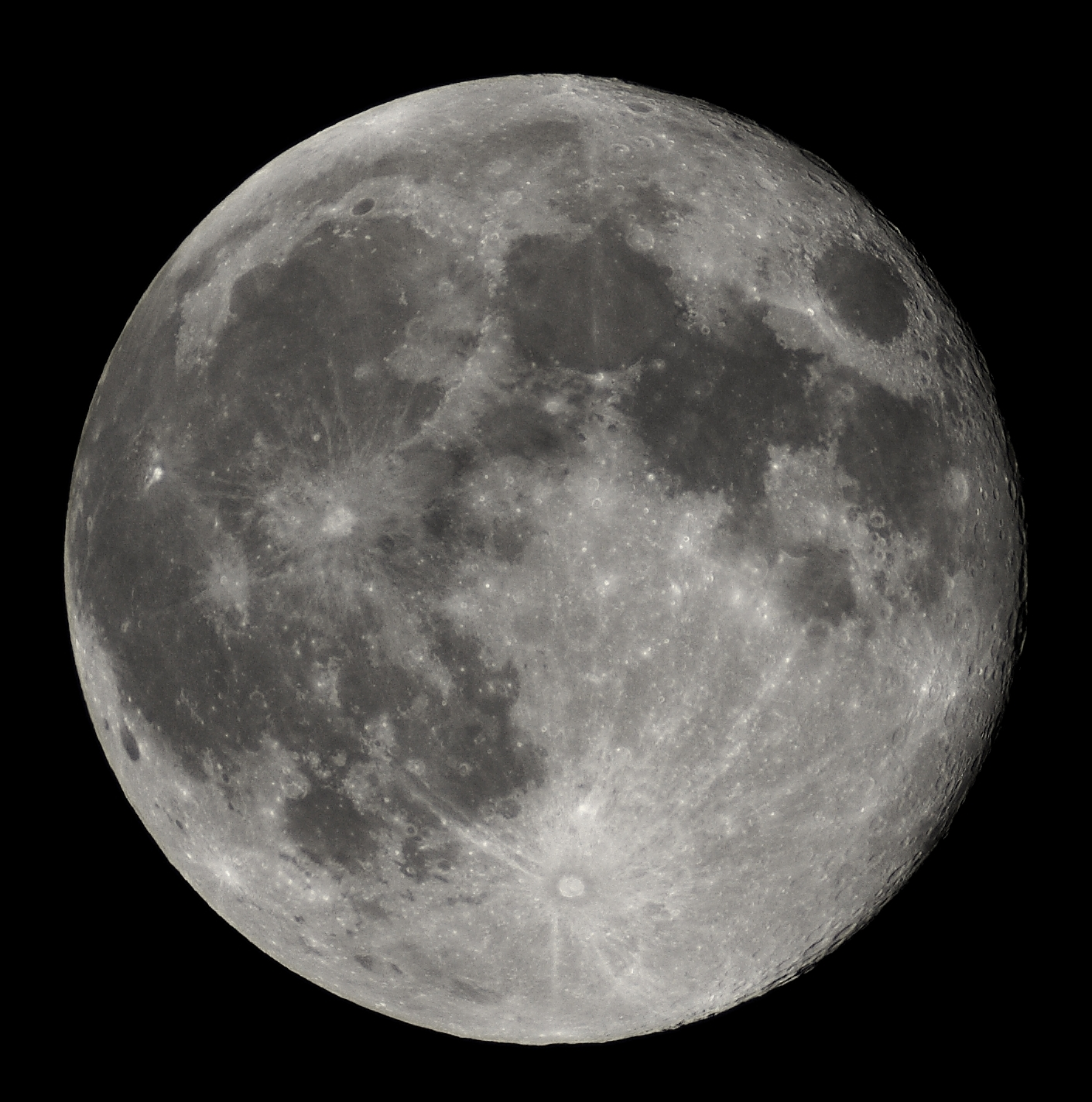
La Luna, inscrita ante notario por Jenaro Gajardo Vera en 1954.

Supuestamente, el 25 de septiembre de 1954, ante el notario de Talca César Jiménez Fuenzalida, Gajardo pidió que se dejara constancia de su declaración como dueño de la Luna, «desde antes del año 1857» —fórmula legal utilizada entonces para sanear terrenos sin título de dominio—, mediante la inscripción de una escritura:

Jenaro Gajardo Vera abogado, poeta, es dueño desde antes del año 1857, uniendo su posesión a la de sus antecesores del astro, satélite único de la Tierra, de un diámetro de 3.475,99 kilómetros, denominado Luna, y cuyos deslindes por ser esferoidal son: Norte, Sur, oriente y poniente: espacio sideral. Fija su domicilio en calle 1 oriente 1270 y su estado civil es casado. Talca.
(Firma)

Jenaro Gajardo Vera
 
Carné 1.487.45-K Ñuñoa

Talca, 25 de septiembre de 1954.

Según Gajardo, este documento fue inscrito en el Conservador de Bienes Raíces de Talca, pero tal institución no tiene registro alguno de tal documento.

### Los objetivos
Según el mismo Gajardo, fueron dos los objetivos para inscribir la Luna como su propiedad:
- Realizar «un acto poético de protesta interviniendo en la selección de los posibles habitantes del satélite», pues en sus planes estaba vivir en un mundo sin envidia, odio, vicios ni violencia.
- Adquirir la Luna para «poder formar parte del Club Social de Talca, para el cual era requisito de afiliación tener alguna propiedad».[4]

### La prensa
La noticia se masificó y se dio a conocer a través de los diarios locales; luego, traspasó las fronteras de Chile por medio de publicaciones internacionales. La noticia también llegó a oídos de Don Francisco, animador del programa Sábado gigante, quien lo entrevistó en su programa posteriormente transmitido en el extranjero. En el espacio televisivo, como razón de inscribir la Luna a su nombre, Gajardo señaló:

[N]o me agrada la gente que habita el planeta Tierra. No me gusta que no hayamos podido eliminar el odio, la envidia, la maledicencia, el rencor...
Jenaro Gajardo.

### El Apolo 11

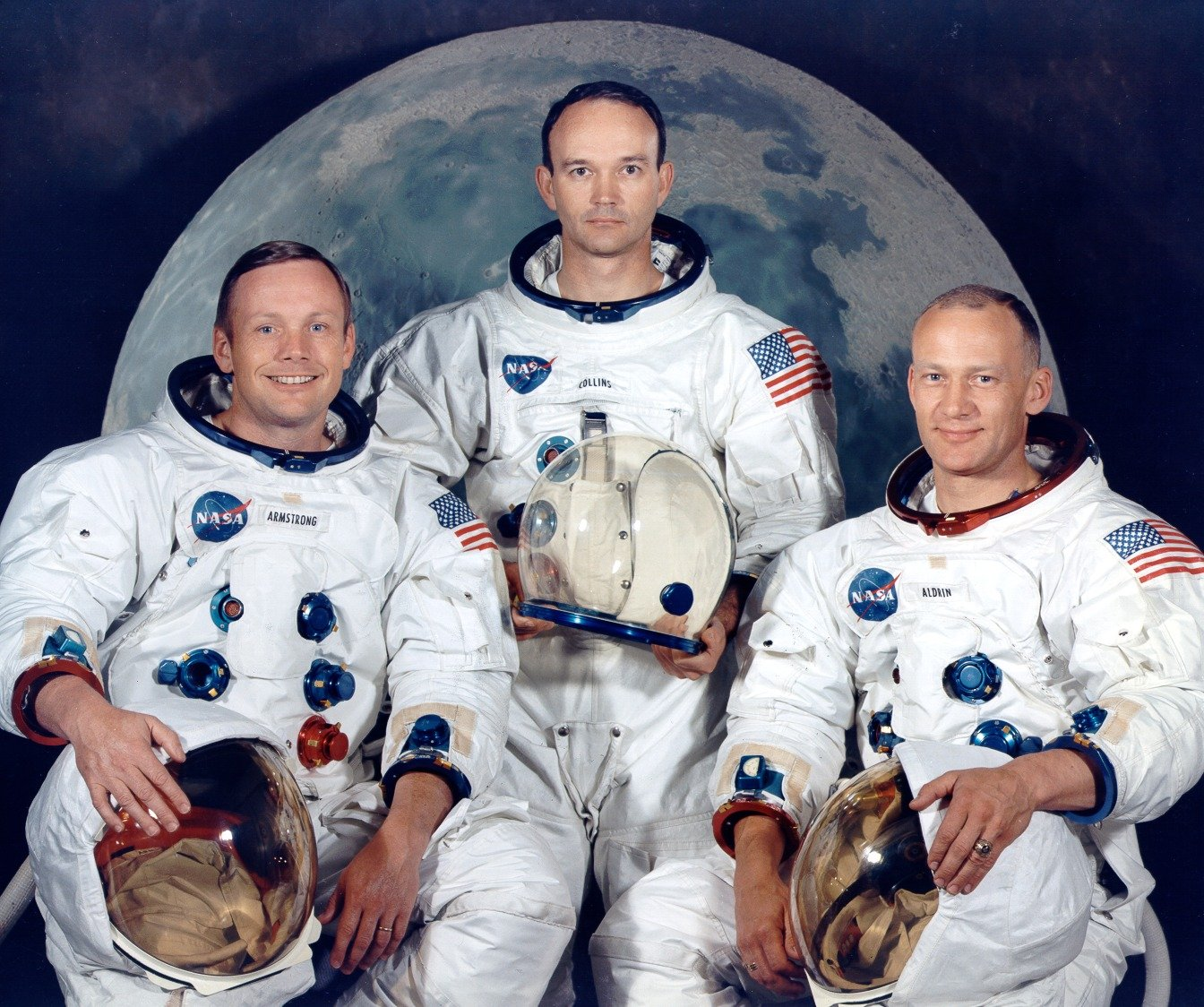
Armstrong, Collins y Aldrin, los astronautas que conformaron la tripulación de la misión espacial Apolo 11.

Gajardo cuenta que tramitó la revalidación de su propiedad en Washington D. C. por medio del abogado Enrique Monti Forno. La leyenda dice que en mayo de 1969, antes del alunizaje de la misión espacial Apolo 11, el presidente estadounidense Richard Nixon hizo llegar, a través de un representante de la embajada de Estados Unidos en Santiago, un comunicado a Gajardo:

Solicito en nombre del pueblo de los Estados Unidos autorización para el descenso de los astronautas Aldrin, Collins y Armstrong en el satélite lunar que le pertenece.
Richard Nixon, 1969.

A lo que Gajardo habría  respondido:

En nombre de Jefferson, de Washington y del gran poeta Walt Whitman, autorizo el descenso de Aldrin, Collins y Armstrong en el satélite lunar que me pertenece, y lo que más me interesa no es sólo un feliz descenso de los astronautas, de esos valientes, sino también un feliz regreso a su patria. Gracias, señor Presidente.
Jenaro Gajardo Vera, 1969.

Sin embargo, esta historia es apócrifa pues no existe registro de tal documento, el cual habla erróneamente de un permiso para alunizar a tres astronautas, cuando en realidad solo Armstrong y Aldrin iban a descender a la Luna.
Parte de la misma historia anexa en un tono jovial que cualquier gasto o erogación que se derivara del permiso sería pagado in situ.

### Testamento
En la notaría de Ramón Galecio en Santiago, Gajardo legó la Luna al pueblo chileno:

Dejo a mi pueblo la Luna, llena de amor por sus penas.
Jenaro Gajardo Vera, 1998.

### Años siguientes
En 1967 se suscribió el tratado del espacio exterior, actualmente ratificado por 98 países y firmado por otros 27, que prohibió la compraventa de objetos en el espacio exterior. Pese a lo anterior, en 1980 el estadounidense Dennis Hope formalizó en San Francisco la «compra» de la Luna, dedicándose a vender parcelas en terreno selenita desde entonces.
El 1 de julio de 1984 entró en vigor un acuerdo internacional en que se considera a la Luna como Patrimonio Común de la Humanidad, y como tal nadie puede apropiarse de ella.